# Gymnocheta goniata
Gymnocheta goniata là một loài ruồi trong họ Tachinidae.